# Родригес, Гонсало
Гонсало (Гончи) Родригес Боньоли (исп. Gonzalo "Gonchi" Rodríguez Bognoli; 22 января 1972 год, Монтевидео, Уругвай — 11 сентября 1999, Лагуна Сека, США) — уругвайский автогонщик, двукратный бронзовый призёр международного чемпионата «Формулы-3000» (1998—1999).

## Биография
Начал спортивную карьеру на родине, стартуя сначала в различных картинговых соревнованиях, а потом перейдя в национальную Формулу-4.
В 1992 году Родригес переехал в Испанию. Участвовал в местном первенстве на машинах класса «Формула-Форд», а затем «Формула-Рено». В 1994 году дебютировал в британской и европейской сериях «Формулы-Рено». Выступал в британских «Формуле-3» и в «Формуле-2».
В 1997 году, вместе с одной из команд британского чемпионата, Родригес перешёл в международную «Формулу-3000». После первого сезона подписал контракт с бельгийской Team Astromega, в составек которой за два сезона одержал три победы (в том числе на городской трассе в Монако).
В 1999 году дебютировал в CART в составе Penske. В первой гонке — на городской трассе в Детройте — финишировал 12-м. На своём второй этапе — в калифорнийском Монтерее Родригес на одной из тренировок вылетел с трассы, угодив на скорости в 220 км/ч в бетонную стену у входа в поворот «Штопор». При этом автомобиль в результате рикошета от барьера из покрышек перелетел через низкую стену и упал вверх колёсами на склон холма с большой высоты. Тогдашний регламент безопасности серии, применяемый к области шеи гонщика, не смог предотвратить перелом основания черепа. Родригес умер мгновенно.
Спустя некоторое время останки Гонсало были перевезены в Монтевидео и захоронены на местном кладбище Cementerio del Buceo.

## Память
На автодроме Виктора Боррата Фабини в Канелонесе был открыт памятник Родригесу, а один из поворотов этой трассы назван его именем.
Сестра Родригеса Нани организовала специальный благотворительный фонд для помощи в улучшении жизни уругвайских детей, где спорт выступал в качестве основного связующего элемента. В 2007 году фонд расширил свою деятельность: появились специальные программы в области безопасности дорожного движения и образования.
В конце каждого сезона серии GP2 проходил специальный благотворительный ужин.

## Статистика результатов в моторных видах спорта

### Сводная таблица
| 1993 | Испанская Формула-Рено     | н/д                    | н/д | н/д | н/д | н/д | 61  | 3-й  |
| 1994 | Британская Формула-Рено    | Minister International | н/д | н/д | н/д | н/д | 128 | 3-й  |
| 1994 | Еврокубок Формулы-Рено     | Minister International | н/д | н/д | н/д | 1   | 69  | 10-й |
| 1995 | Британская Формула-3       | Alan Docking Racing    | 18  | 0   | 0   | 0   | 42  | 12-й |
| 1995 | Гран-при Макао Ф3          | Alan Docking Racing    | 1   | 0   | 0   | 0   |     | 12-й |
| 1996 | Британская Формула-3       | Alan Docking Racing    | 4   | 0   | 0   | 0   | 9   | 14-й |
| 1996 | Британская Формула-2       | Edenbridge             | 7   | 1   | н/д | 0   | 22  | 4-й  |
| 1997 | Британская Формула-2       | Redman & Bright        | 1   | 0   | 0   | 0   | 0   | НК   |
| 1997 | Международная Формула-3000 | Redman & Bright        | 7   | 0   | 0   | 0   | 0.5 | 22-й |
| 1998 | Международная Формула-3000 | Team Astromega         | 12  | 0   | 2   | 2   | 33  | 3-й  |
| 1999 | Международная Формула-3000 | Team Astromega         | 8   | 0   | 2   | 3   | 27  | 3-й  |
| 1999 | CART                       | Team Penske            | 1   | 0   | 0   | 0   | 1   | 33-й |

### Гонки на машинах с открытыми колёсами

#### МЧ Ф3000
| Легенда к таблице |                                                                    |
| --- | ------------------------------------------------------------------ |
| В таблице перечислены результаты всех гонок, в которых принимал участие гонщик. Строками таблицы являются сезоны, столбцами — этапы соревнований. В каждой клетке указаны сокращённое название этапа и результат, дополнительно обозначенный цветом. Расшифровка обозначений и цветов представлена в нижеследующей таблице. |                                                                    |
| \| Пример \| Описание \| \| ------------ \| ------------------------------------------------------------------ \| \| 1 \| Победитель \| \| 2 \| Второе место \| \| 3 \| Третье место \| \| 5 \| Финишировал, заработав очки \| \| Сход \| Не финишировал, но при этом заработал очки \| \| 12 \| Финишировал, не получив очков \| \| НКЛ \| Финишировал, но не попал в финальную классификацию \| \| 15 \| Участвовал вне зачёта, либо по отдельной классификации \| \| 18 \| Не финишировал, но попал в финальную классификацию \| \| Сход \| Не финишировал \| \| НКВ \| Не прошёл квалификацию \| \| НПКВ \| Не прошёл предквалификацию \| \| ДСК \| Дисквалифицирован \| \| ИСК \| Исключён из протокола соревнований \| \| ТТ \| Заявлен для участия только в тренировках \| \| НС \| Участвовал в квалификации, но не стартовал в гонке \| \| Т \| Травмирован или болен \| \| ОТК \| Отказ от участия \| \| НТР \| Прибыл на соревнования, но на трассу не выезжал \| \| НПР \| Был заявлен в числе участников, но не прибыл к началу соревнований \| \| О \| Соревнования отменены \| \| \| Не участвовал \| \| Поул-позиция \| \| \| Быстрый круг \| \| |                                                                    |
| Пример | Описание                                                           |
| 1 | Победитель                                                         |
| 2 | Второе место                                                       |
| 3 | Третье место                                                       |
| 5 | Финишировал, заработав очки                                        |
| Сход | Не финишировал, но при этом заработал очки                         |
| 12 | Финишировал, не получив очков                                      |
| НКЛ | Финишировал, но не попал в финальную классификацию                 |
| 15 | Участвовал вне зачёта, либо по отдельной классификации             |
| 18 | Не финишировал, но попал в финальную классификацию                 |
| Сход | Не финишировал                                                     |
| НКВ | Не прошёл квалификацию                                             |
| НПКВ | Не прошёл предквалификацию                                         |
| ДСК | Дисквалифицирован                                                  |
| ИСК | Исключён из протокола соревнований                                 |
| ТТ | Заявлен для участия только в тренировках                           |
| НС | Участвовал в квалификации, но не стартовал в гонке                 |
| Т | Травмирован или болен                                              |
| ОТК | Отказ от участия                                                   |
| НТР | Прибыл на соревнования, но на трассу не выезжал                    |
| НПР | Был заявлен в числе участников, но не прибыл к началу соревнований |
| О | Соревнования отменены                                              |
| | Не участвовал                                                      |
| Поул-позиция |                                                                    |
| Быстрый круг |                                                                    |

| 1997 | Redman & Bright | SIL НПК | -     | HEL НФ | NÜR 6  | PER НФ | HOC 17  | A1R 7 | -      | MUG 8 | JER НФ |        |       | 0.5 | 22-й |
| 1998 | Team Astromega  | OSC НФ  | IMO 3 | CAT 21 | SIL НФ | MON 2  | PAU НФ  | A1R 4 | HOC 11 | HUN 7 | SPA 1  | PER НФ | NÜR 1 | 33  | 3-й  |
| 1999 | Team Astromega  | IMO 5   | MON 1 | CAT 2  | MAG НФ | SIL 15 | A1R НПК | HOC 4 | HUN НФ | SPA 2 | -      |        |       | 27  | 3-й  |